# Bertrand Blier
Bertrand Blier (Boulogne-Billancourt, 14 marzo 1939 – Parigi, 20 gennaio 2025) è stato un regista e sceneggiatore francese.

## Biografia
Figlio dell'attore Bernard Blier, il suo stile è sempre stato contraddistinto da un forte anticonformismo e da un umorismo nero e provocatorio fino dai primi lavori.
Dopo aver debuttato come assistente nel film Il giovane leone (1959) e aver realizzato due cortometraggi, Blier diresse nel 1967 il suo primo lungometraggio, il noir Si j'étais un espion, in cui recitò anche il padre. Il successo arrivò invece sette anni dopo col suo secondo film, la commedia I santissimi, che lanciò tre celebrità francesi quali Gérard Depardieu, Miou-Miou e Patrick Dewaere. 
Nel 1979 la sua commedia Preparate i fazzoletti vinse l'Oscar al miglior film straniero. Negli anni ottanta, con un film che trattava il tema dell'omosessualità, Lui portava i tacchi a spillo, Blier fece scandalo nella società francese. I suoi ultimi lavori sono stati la commedia Le Bruit des glaçons (2010), con protagonista Jean Dujardin, e Convoi exceptionnel (2019) con Gérard Depardieu e Christian Clavier.

## Filmografia

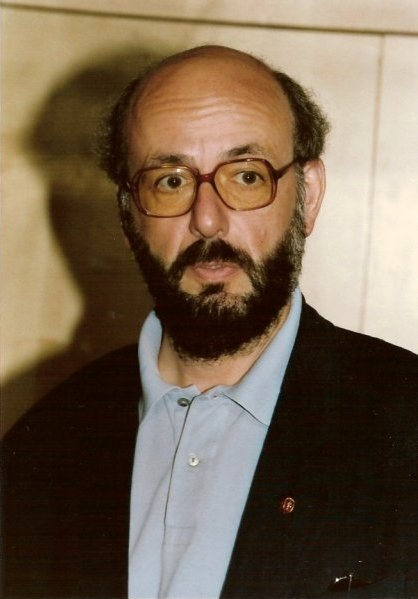
Bertrand Blier al Festival di Cannes 1990

### Regista e sceneggiatore
- Si j'étais un espion (1967)
- I santissimi (Les valseuses) (1974)
- Calmos (1976)
- Preparate i fazzoletti (Préparez vos mouchoirs) (1978)
- Buffet freddo (Buffet froid) (1979)
- Ormai sono una donna (Beau-père) (1981)
- La Femme de mon pote (1983)
- Notre histoire (1984)
- Lui portava i tacchi a spillo (Tenue de soirée) (1986)
- Troppo bella per te! (Trop belle pour toi) (1989)
- Merci la vie - Grazie alla vita (Merci la vie) (1991)
- Uno, due, tre, stella! (Un, deux, trois, soleil) (1993)
- Mon homme (1996)
- Actors (Les acteurs) (2000)
- Les côtelettes (2003)
- Per sesso o per amore? (Combien tu m'aimes?) (2005)
- Le Bruit des glaçons (2010)
- Convoi exceptionnel (2019)

### Sceneggiatore

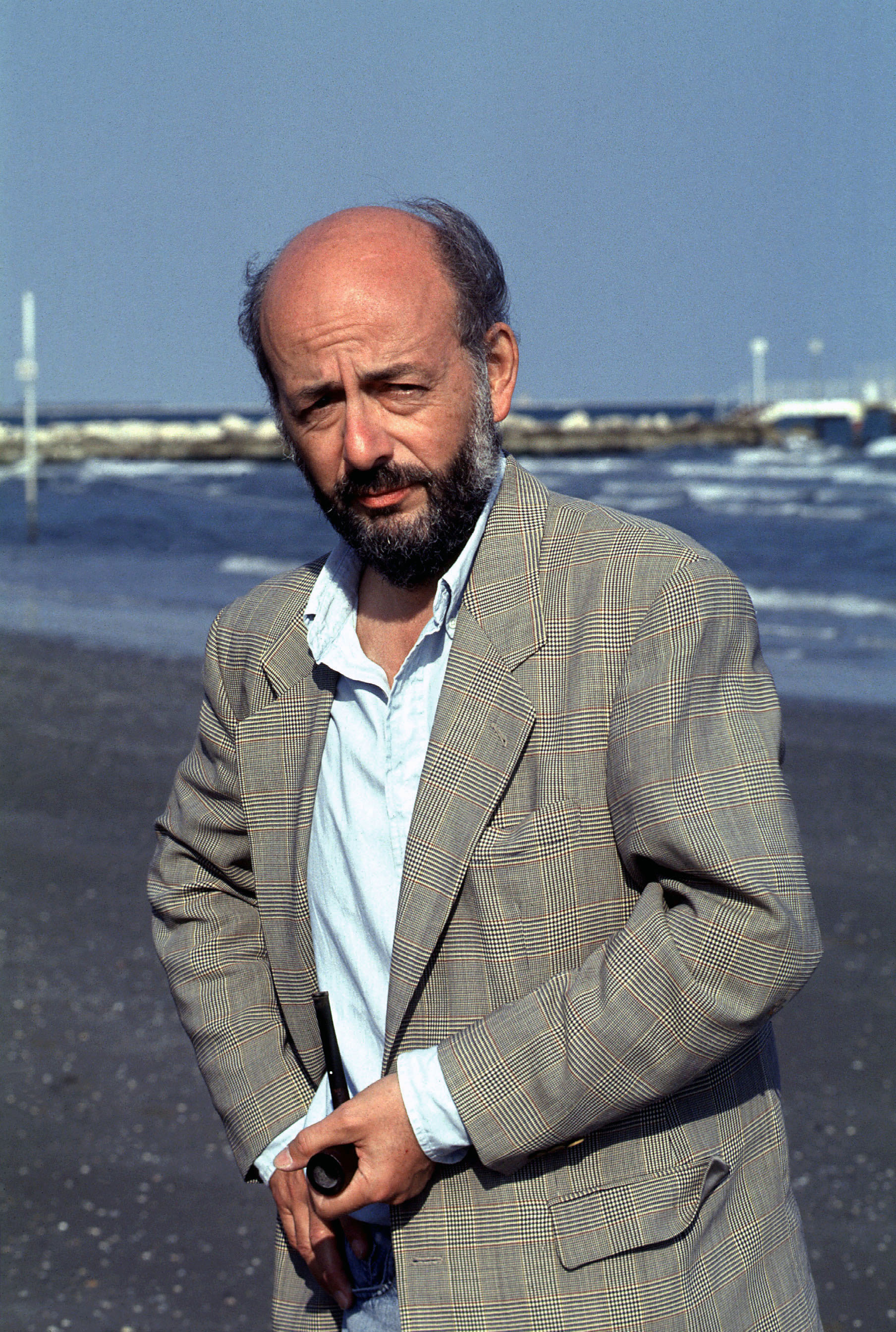
Bertrand Blier alla 50ª Mostra internazionale d'arte cinematografica di Venezia nel 1993.

- Tre canaglie e un piedipiatti (Laisse aller... c'est une valse), regia di Georges Lautner (1971)
- Debout les crabes, la mer monte!, regia di Jean-Jacques Grand-Jouan (1983) - soggetto
- Il sosia (Grosse fatigue), regia di Michel Blanc (1994) - soggetto
- Pédale dure, regia di Gabriel Aghion (2004)